# Gryon anasae
Gryon anasae är en stekelart som först beskrevs av William Harris Ashmead 1887.  Gryon anasae ingår i släktet Gryon och familjen Scelionidae. Inga underarter finns listade i Catalogue of Life.